# Osorkon I
Sejemjeperra Osorkon, Sejemjeperra Osorcón, Osorkon I u Osorcón I fue el segundo faraón de la dinastía XXII de Egipto. Gobernó entre 924 a 889 a. C. durante el Tercer periodo intermedio de Egipto.
Manetón lo denomina Osorton, según las versiones de Julio Africano, Eusebio de Cesarea y Jorge Sincelo, que le asignan quince años de reinado.

## Biografía
Hijo de Sheshonq I y su principal esposa, Karoma A, sucede a su padre, quién probablemente murió dos o tres años después de sus victoriosas campañas contra los reinos de Israel y Judá.
Se casó con Maatkara, la hija de Psusenes II, después con Tashedjonsu. Tiene cuatro hijos: Iulot y Esmendes III, ambos con el cargo de Sumo sacerdote de Amón en Tebas, Sheshonq II, que fue asociado al trono como corregente, pero al morir unos meses antes que su padre le sucede Takelot I.
Mantiene el orden instaurado por su padre pactando con el clero de Amón en Tebas que no aceptaba reconocer esta dinastía de extranjeros. Estableció su residencia cerca de El-Lahun y engalanó con oro los templos de Heliópolis.
El reinado de Osorkon I fue uno de los periodos más largo, próspero y pacífico de la historia de Egipto. El relato de su reinado es conocido esencialmente por las inscripciones jeroglíficas grabadas sobre los muros de los numerosos templos y edificios que ordenó construir.

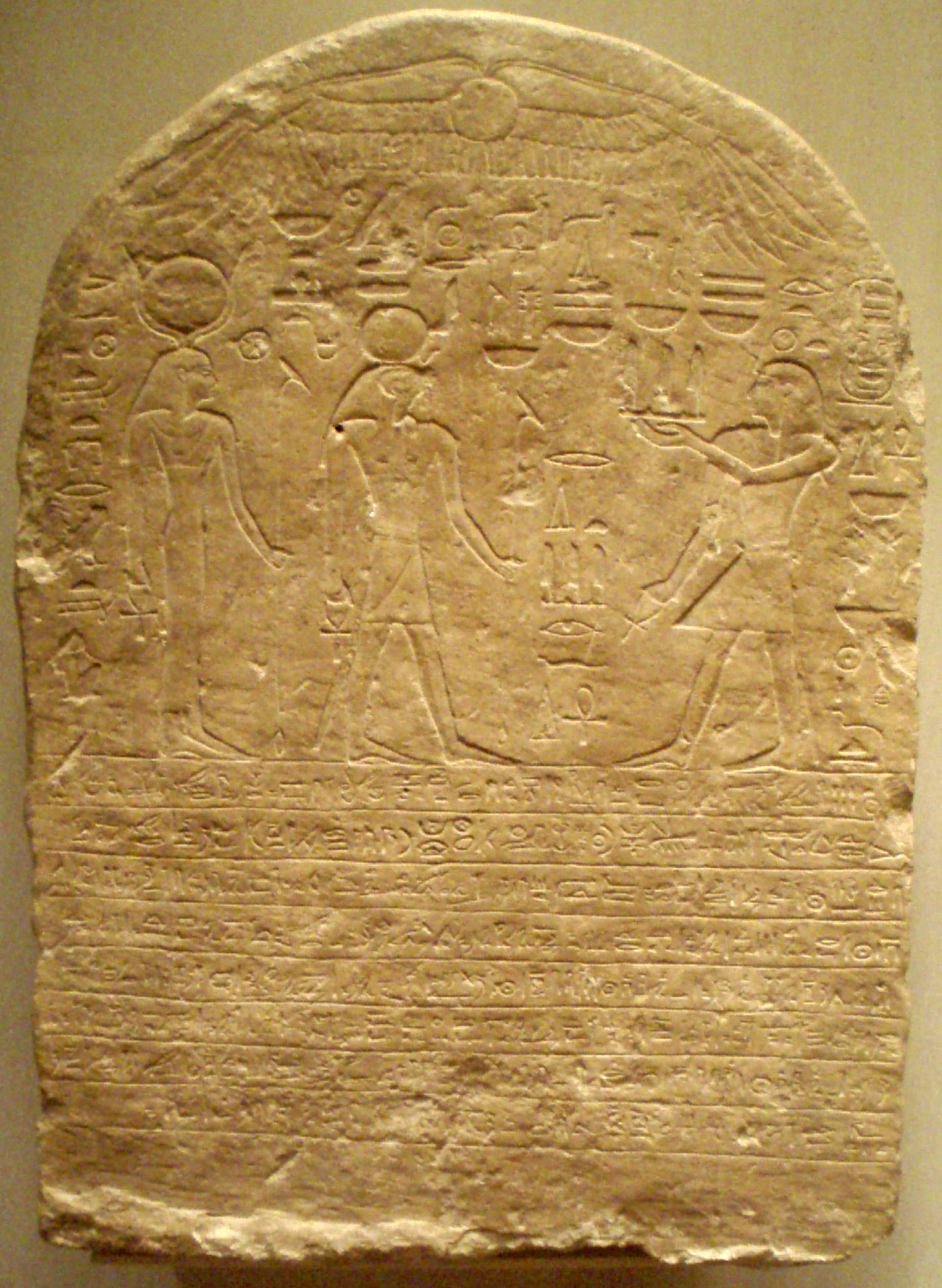
Estela de donación. Metropolitan Museum.

### Testimonios de su época
- Obras de construcción en el templo de Bastet en Bubastis (Arnold 1999: 36).
- Trabajos de construcción en los templos de Menfis y Atfih (Arnold 1999: 36).
- Estela de Pashedbastet, de época de Osorkon I (Museo Petrie).
- Estela de donación (Metropolitan Museum).
- Estela de donación (Museo del Louvre).

## Titulatura
| Titulatura | Jeroglífico | Transliteración (transcripción) - traducción - (referencias) |

| G5 |

| G5 |

| N5 | E2 | M3 · D40 | U6 |

| N5 | E2 | M3 · D40 | U6 |

| N5 | E2 | M3 · D40 | U6 |

| N5 | E2 | M3 · D40 | U6 |

| G5 |

| G5 |

| N5 | E2 | M3 · D40 | U6 |

| N5 | E2 | M3 · D40 | U6 |

| N5 | E2 | M3 · D40 | U6 |

| N5 | E2 | M3 · D40 | U6 |

| G16 |

| G16 |

|  |

| G16 |

| G16 |

|  |

| G8 |

| G8 |

|  |

| G8 |

| G8 |

|  |

| N5 | S42 | L1 |

| N5 | S42 | L1 |

| N5 | S42 | L1 |

| N5 | S42 | L1 |

| N5 | S42 | L1 |

| N5 | S42 | L1 |

| N5 | S42 | L1 |

| N5 | S42 | L1 |

| N5 | S42 | L1 |

| N5 | S42 | L1 |

| N5 | S42 | L1 |

| N5 | S42 | L1 |

| N5 | S42 | L1 |

| N5 | S42 | L1 |

| N5 | S42 | L1 |

| N5 | S42 | L1 |

| N5 | S42 | L1 | N5 | U21 · N35 |

| N5 | S42 | L1 | N5 | U21 · N35 |

| N5 | S42 | L1 | N5 | U21 · N35 |

| N5 | S42 | L1 | N5 | U21 · N35 |

| N5 | S42 | L1 | N5 | U21 · N35 |

| N5 | S42 | L1 | N5 | U21 · N35 |

| N5 | S42 | L1 | N5 | U21 · N35 |

| N5 | S42 | L1 | N5 | U21 · N35 |

| N5 | S42 | L1 | N5 | U21 · N35 |

| N5 | S42 | L1 | N5 | U21 · N35 |

| N5 | S42 | L1 | N5 | U21 · N35 |

| N5 | S42 | L1 | N5 | U21 · N35 |

| N5 | S42 | L1 | N5 | U21 · N35 |

| N5 | S42 | L1 | N5 | U21 · N35 |

| N5 | S42 | L1 | N5 | U21 · N35 |

| N5 | S42 | L1 | N5 | U21 · N35 |

| V4 | Aa18 | r · n · V31 |

| V4 | Aa18 | r · n · V31 |

| V4 | Aa18 | r · n · V31 |

| V4 | Aa18 | r · n · V31 |

| V4 | Aa18 | r · n · V31 |

| V4 | Aa18 | r · n · V31 |

| V4 | Aa18 | r · n · V31 |

| V4 | Aa18 | r · n · V31 |

| V4 | Aa18 | r · n · V31 |

| V4 | Aa18 | r · n · V31 |

| V4 | Aa18 | r · n · V31 |

| V4 | Aa18 | r · n · V31 |

| V4 | Aa18 | r · n · V31 |

| V4 | Aa18 | r · n · V31 |

| V4 | Aa18 | r · n · V31 |

| V4 | Aa18 | r · n · V31 |

| M17 | Y5 · N35 · N36 | V4 | Aa18 | r · n · V31 |

| M17 | Y5 · N35 · N36 | V4 | Aa18 | r · n · V31 |

| M17 | Y5 · N35 · N36 | V4 | Aa18 | r · n · V31 |

| M17 | Y5 · N35 · N36 | V4 | Aa18 | r · n · V31 |

| M17 | Y5 · N35 · N36 | V4 | Aa18 | r · n · V31 |

| M17 | Y5 · N35 · N36 | V4 | Aa18 | r · n · V31 |

| M17 | Y5 · N35 · N36 | V4 | Aa18 | r · n · V31 |

| M17 | Y5 · N35 · N36 | V4 | Aa18 | r · n · V31 |

| M17 | Y5 · N35 · N36 | V4 | Aa18 | r · n · V31 |

| M17 | Y5 · N35 · N36 | V4 | Aa18 | r · n · V31 |

| M17 | Y5 · N35 · N36 | V4 | Aa18 | r · n · V31 |

| M17 | Y5 · N35 · N36 | V4 | Aa18 | r · n · V31 |

| M17 | Y5 · N35 · N36 | V4 | Aa18 | r · n · V31 |

| M17 | Y5 · N35 · N36 | V4 | Aa18 | r · n · V31 |

| M17 | Y5 · N35 · N36 | V4 | Aa18 | r · n · V31 |

| M17 | Y5 · N35 · N36 | V4 | Aa18 | r · n · V31 |